# De Gouden Engel
De Gouden Engel is een stellingmolen in Koedijk (gemeente Alkmaar). Hij staat aan de Kanaaldijk, 70 meter ten zuidoosten van de vroegere grondzeiler De Koe, die in april 1930 is gesloopt. De bouw is een initiatief van Stichting Johannes Bos.
Midden december 2008 waren het achtkant, de kap en de bovenas van de Gouden Engel reeds op het terrein aanwezig. De gemetselde onderbouw was tot de uiteindelijke hoogte opgetrokken; een stelling was nog niet aanwezig. De daaropvolgende maanden zijn het achtkant en de kap geplaatst. In april 2009 zijn de wieken geplaatst. In juni 2009 is de molen in gebruik genomen.
De molen is als korenmolen ingericht, met 1 koppel stenen op een halfzolder, zoals gebruikelijk in Noord-Holland.
Bij de molen staat een maalderij uit 1866, een knechtswoning uit 1871 en een koolboet uit 1891 voor de opslag van sluitkool.

## Foto's

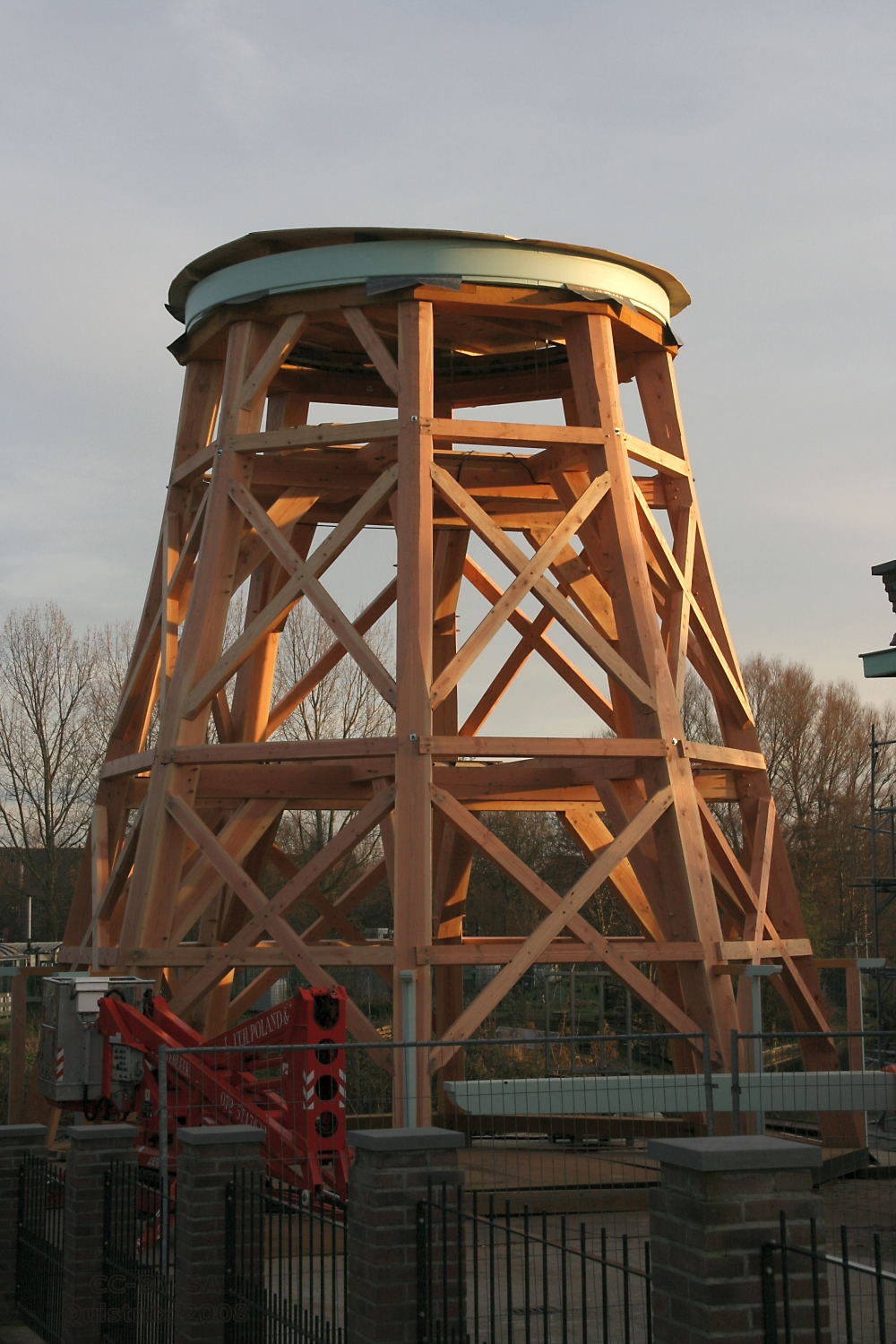
Het achtkant
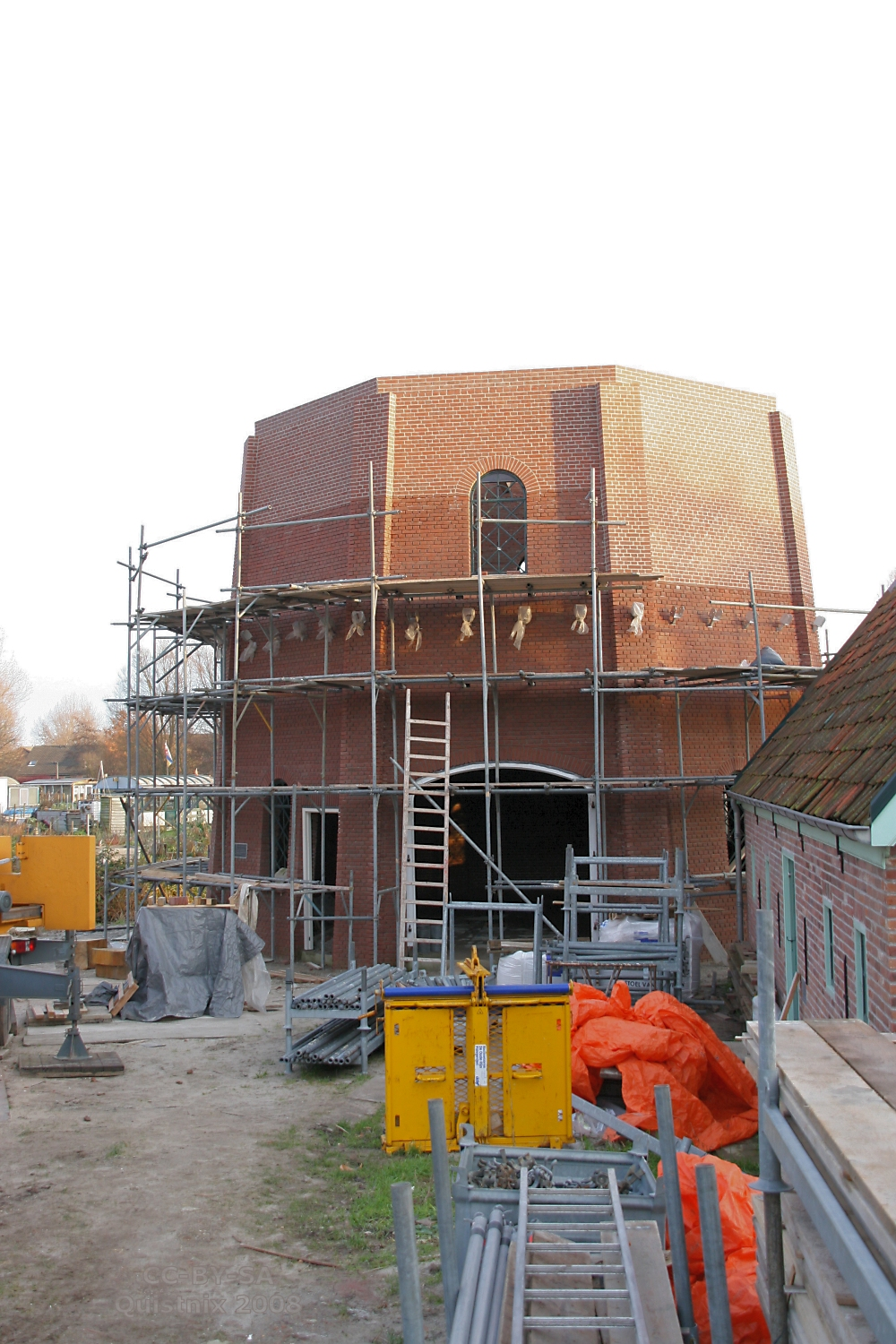
Onderbouw in aanbouw
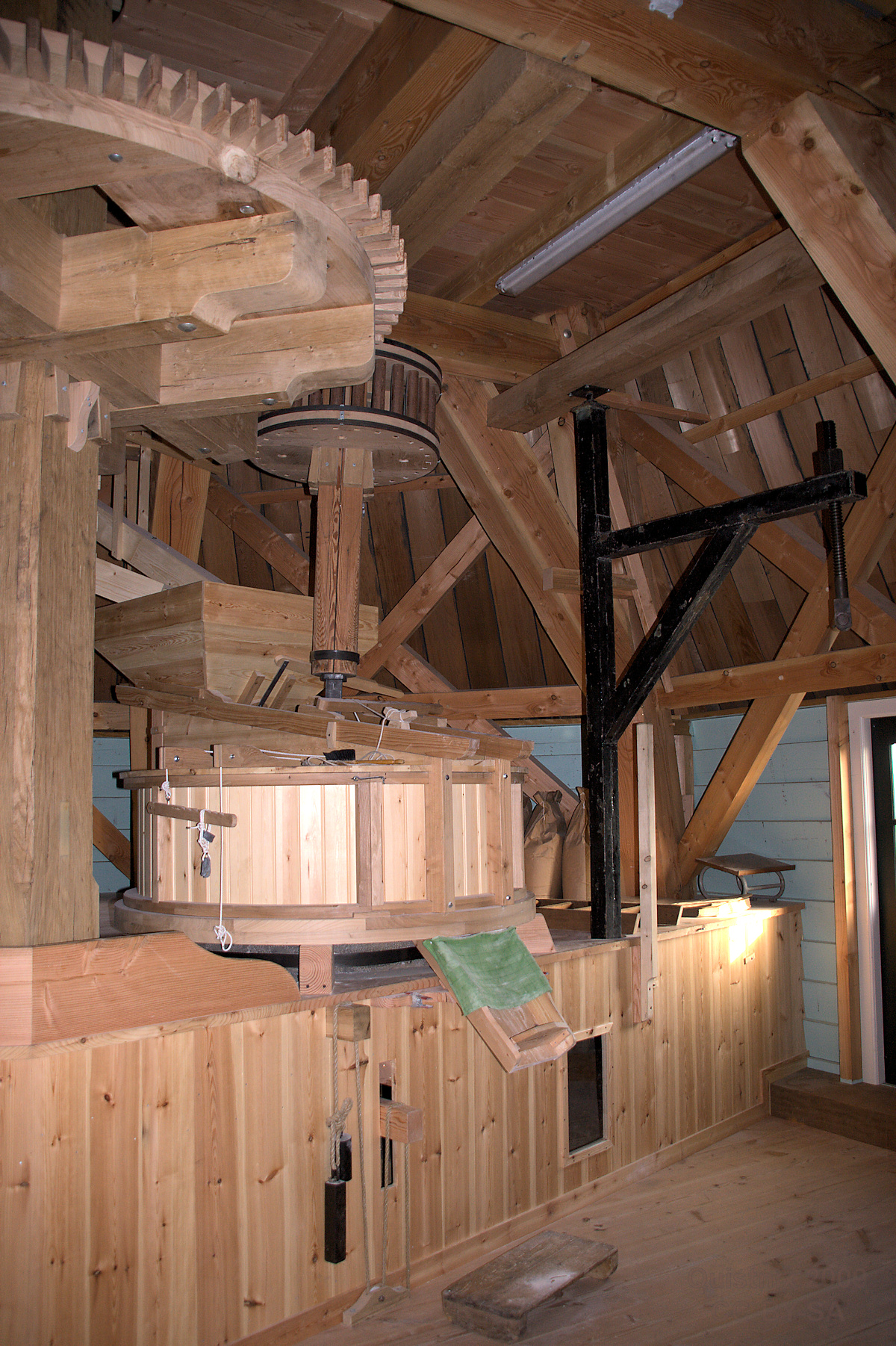
Maalkoppel op halfzolder